# Германский рейд на Шпицберген
Германский рейд на Шпицберген, также известен как Операция Сицилия (нем. Unternehmen Sizilien) или Операция Цитронелла (нем. Unternehmen Zitronella) — германская морская набеговая операция на Шпицберген 8 сентября 1943 года, длившаяся 8 часов.

## Предыстория
Во время Второй мировой войны Шпицберген стал ареной ряда военных операций. В августе 1941 года британские, канадские и норвежские войска высадились на Шпицбергене в ходе операции Gauntlet. Они должны были уничтожить угольные шахты вместе с соответствующей техникой и имуществом, которое немцы хотели использовать. Они не предприняли никаких попыток установить постоянный гарнизон, а мирное население в это время было эвакуировано.
В апреле 1942 года в Баренцбурге высадились норвежские силы в рамках в операции Fritham с целью установить постоянное присутствие на островах. Эта операция столкнулась со значительными трудностями, тем не менее, к лету 1943 года на островах имелся небольшой постоянный гарнизон норвежцев.
Тем временем нацистская Германия создала ряд метеорологических постов в Арктике для улучшения прогнозов погоды в жизненно важных районах с целью ведения операций против арктических конвоев. Одна из первых метеорологических станций «Knospe» под командованием H.R. Knoespel была создана после эвакуации советского и норвежского населения в сентябре 1941 года во внутренней части Кроссфьорда на главном острове в конце 1941 года.
Метеостанцию "Knospe" было принято решение эвакуировать летом 1942 года ввиду возможной атаки союзников в свободный ото льда сезон. Для осуществления эвакуации метеогруппы в составе шести человек была выделена подлодка U-435 под командованием капитан-лейтенанта Зигфрида Штрелова. Эвакуация был проведена 23 августа 1942 без помех со стороны союзников.

## Ход операции
В сентябре 1943 года немецким военно-морским командованием было принято решение атаковать и уничтожить силы союзников. Группировка военно-морских сил была собрана в составе линкоров «Тирпиц», «Шарнхорст» и девяти эсминцев: Z27, Z29, Z30, Z31, Z33, «Эрих Штеанбринк», «Карл Галстер», «Теодор Ридель», «Ханс Лоди». Командиром отряда был назначен адмирал Оскар Кумметц. 8 сентября  часть отряда («Тирпиц» и 3 эсминца) вошли в Ис-фьорд, выдержав бой с норвежской батареей на мысе Хэеродден (2 эсминца получили повреждения), а затем обстреляли Баренцбург. Батальон немецких войск был высажен при поддержке корабельной артиллерии в Баренцбурге, заставив норвежский гарнизон уйти вглубь острова. После уничтожения складов угля и практически всех прочих построек Баренцбурга немецкие войска вернулись на корабли.
Другой отряд («Шарнхорст» и 3 эсминца) в тот же день обстрелял и частично разрушил посёлок Грумант, а затем высадил десант у Лонгйира, застав норвежский гарнизон врасплох. Посёлок также был сожжён.
В ходе боёв убито 9 норвежских солдат, в плен захвачены 74 норвежца и 4 британских офицера связи. Норвежский капитан Мортен Бредсдорфф вместе с другими тридцатью солдатами был отправлен в лагерь для военнопленных Oflag XXI-C в Шильдберге, находящийся в Вартеланде, присоединившись к другим 1089 норвежских офицерам, уже находившимся там[уточнить].
Немецкие потери — 9 убитых и 49 раненых, по другим данным — 138 убитых и раненых.

## Последствия
Под прикрытием Люфтваффе была установлена метеостанция на острове Надежды. В конце войны, метеокоманды на Шпицбергене стали последними сдавшимися немецкими войсками: они сдались лишь в сентябре 1945 года.
Несмотря на местную победу, «Операция Сицилия» стала только относительным успехом для Германии. Это не принесло немцам прочных результатов: союзники быстро освободили людей на Шпицбергене и восстановили там гарнизон. 19 октября американский крейсер USS Таскалуза с 4 эсминцами прибыл в Баренцбург, доставил подкрепления и припасы, а также эвакуировал раненых.

## Оценка
Сэмюэл Элиот Морисон оценивает «Операцию Сицилия» как политический шаг со стороны Кригсмарине, направленной на демонстрацию Гитлеру того, что немецкий надводный флот всё ещё имеет какое-то значение. Морисон оценивает усилия как несоразмерные результатам, предполагая, что те же результаты могли быть достигнуты проще.